# Grad Ig
Grad Ig je grad na griču Pungart (366 mnm) nad naseljem Ig, južno od Ljubljane. Zgradba je bila prvič omenjena kot hof Ig leta 1369, ko so gospodje Schnitzenbaumi prezidali starejšo pristavo Iški turn (»Turnek«) v stolp. Konec 15. stoletja so ga prezidali v manjšo graščino in jo leta 1510 prodali plemiški rodbini Auersperg, ti pa so jo leta 1581 prodali Janezu pl. Engelshauserju. Leta 1717 je z dovoljenjem papeža Klemna XI. v gradu začel delovati zasebni oratorij. Leta 1805 je grad od grofov Engelshauserjev podedoval sorodnik grof Vajkard Viljem Auersperg.
Grad je bil tarča kmečkih uporov v letih 1515 in 1848, leta 1528 pa so ga ogrožali Turki. Med 2. svetovno vojno so v njem našli zatočišče italijanski karabinijerji in vaški stražarji, ob koncu vojne, leta 1944, pa so grad zažgali partizani. Po vojni je oblast v njem uredila ženske zapore in za javnost ni dostopen.